# Oxhorndyvel
Oxhorndyvel (Onthophagus illyricus) är en dyngbagge som i hela norra Europa bara har påträffats på Gotland. I äldre litteratur var den sammanblandad med den närstående arten Tjurhorndyvel,[källa behövs] men det är en sydligare art som saknas i Sverige. 
Oxhorndyveln är en centimeterstor svart skalbagge med grönt metallskimmer. Benen är kraftiga och taggiga och fungerar som grävredskap. Välutvecklade hanar (som är i minoritet) har pannans bakre list på var sida utdragen i ett långt horn, som kröker sig utåt/bakåt över halsskölden. De flesta hanarna saknar dock liksom honorna horn. Oxhorndyveln lever i spillning, helst av nötkreatur. Liksom hos övriga Onthophagus-arter gräver skalbaggen gångar i marken under spillningshögen, med sidogångar vilka fylls med spillning. I dessa gångar läggs sedan äggen och larvutvecklingen sker under sommaren. 
Tidigare fanns oxhorndyveln på flera ställen längs Gotlands västkust, från Eksta i söder till Tofta i norr. Den har varit känd från Gotland sedan början av 1800-talet, men under efterkrigstiden har den minskat kraftigt, och det senaste fyndet gjordes 1956. Arten har på senare år förgäves eftersökts, och fördes därför i Artdatabankens rödlista 2005 till kategorin försvunnen (RE). 2006 återfanns den dock på södra Gotland. Under 2007 gjordes ett riktat eftersök och livskraftiga populationer kunde då konstateras på flera lokaler på Storsudret och på Näsudden. I 2010 års rödlista anges den som starkt hotad.
Arten är tillsammans med sex andra dynglevande skalbaggar föremål för ett åtgärdsprogram, som kan beställas från Naturvårdsverkets webbplats.